# Hirasa lihsiensis
Hirasa lihsiensis är en fjärilsart som beskrevs av Eugen Wehrli 1953. Hirasa lihsiensis ingår i släktet Hirasa och familjen mätare. Inga underarter finns listade i Catalogue of Life.